# تونی مو
تونی مو (انگلیسی: Tony Mmoh؛ زادهٔ ۱۴ ژوئن ۱۹۵۸) تنیس‌باز بازنشستهٔ اهل نیجریه است که در بازی‌های المپیک تابستانی ۱۹۸۸ سئول حضور داشت. تونی در ۱۹ اکتبر ۱۹۸۷، رتبهٔ ۱۰۵ام جهانی را از طرف انجمن تنیس حرفه‌ای کسب کرد که این برترین رتبه برای این تنیس باز راست دست است.
او در المپیک ۸۸ سئول در دور دوم توسط مایکل شاپرز هلندی حذف شد.